# Pňovany zastávka
Pňovany zastávka – przystanek kolejowy w miejscowości Pňovany, w kraju pilzneńskim, w Czechach. Znajduje się na magistrali kolejowej Praga - Pilzno - Cheb. Położona jest na wysokości 400 m n.p.m.
Na przystanku nie ma możliwości zakupu biletu, a obsługa podróżnych odbywa się w pociągu. 

## Linie kolejowe
- 170 Praha - Beroun - Plzeň - Cheb